# Ли Сонмин
Ли Сонмин (кор. 이성민, кит. 	李晟敏; род. 1 января 1986 года, более известный как Сонмин) — южнокорейский певец и актёр. Наиболее известен как участник бойбенда Super Junior (а также его подгрупп Super Junior-T, Super Junior-H и Super Junior-M).

## Биография
Сонмин родился 1 января 1986 года в Ильсане, Южная Корея. У него есть младший брат — Ли Сончжин. Отец — Ли Чхунхва, является главным исполнительным директором двух компаний: SendBill, занимающейся производством программного обеспечения для налогообложения, и Network Mania, аналитической компании.
В 2001 году прошёл молодёжное прослушивание S.M. Entertainment, где занял первое место в категории «Лучший внешний вид» с будущим одногруппником Донхэ. Они оба подписали контракт с агентством, и начали подготовку к дебюту, обучаясь пению, танцам и актёрской игре.

## Карьера

### 2001−04: Подготовка к дебюту
Когда Сонмин стал трейни S.M., его сразу же определили в будущую R&B-группу с Джунсу и Ынхёком. В 2002 году, вместе с Джеем, Но Мину и Кан Чону появились в эфире шоу «Хичжун против Канты, Сражение века: Поп против Рока». Мун Хичжун (H.O.T.) учил Джея, Мину и Чону исполнять песни в стиле рок, когда Канта обучал Джунсу, Ынхёка и Сонмина различным вокальным техникам в исполнении поп-музыки. Год спустя Джей, Мину и Чону дебютировали в составе рок-группы TRAX, а Джунсу готовился дебютировать в TVXQ. Сонмин и Ынхёк присоединились к десяти другим трейни, чтобы дебютировать как Super Junior’05, первое поколение Super Junior.

### 2005−09: Дебют с Super Junior, Super Junior-T, Super Junior-H и актёрская карьера
1 августа 2005 года состоялась премьера дорамы «Сёстры моря» телеканала MBC, где Сонмин исполнил роль Кан Доншина. Это ознаменовало его дебют в качестве актёра. Три месяца спустя, 6 ноября он дебютировал как певец в Super Junior’05 на музыкальном шоу Popular Songs (ныне Inkigayo) с синглом «TWINS». 5 декабря был выпущен дебютный студийный альбом Twins, который по результатам продаж за первый месяц занял третье место в корейском альбомном чарте. В марте 2006 года S.M. Entertainment начало выбирать участников для нового поколения Super Junior, но после добавления Кюхёна агентство отказалось от идеи ежегодной смены состава, и из названия убрали суффикс «05». 7 июня была выпущена CD-версия сингла «U», который оставался самым успешным релизом группы вплоть до выпуска «Sorry, Sorry» в 2009 году. В том же году принял участие в постановке «Банчжон драма», сыграв друга Ючхона времён старшей школы.
23 февраля 2007 года Сонмин вместе с Итхыком, Хичхолем, Канином, Синдоном и Ынхёком дебютировал в подгруппе Super Junior-T, исполняющей песни в стиле трот. В июле состоялась премьера фильма «Нападение на золотых мальчиков», где все участники Super Junior исполнили главные роли. Сонмин исполнил роль школьного красавчика, пострадавшего от нападения неизвестного преступника. Также заменил Канина на посту диджея Reckless Radio с участницами Girls’ Generation. В 2008 году дебютировал в подгруппе Super Junior-H и участвовал в односерийной дораме «Невероятная история Super Junior» с Итхыком. Сонмин сыграл самого себя, участника Super Junior-T, который всегда был в тени из-за своих одногруппников. В 2009 году получил главную мужскую роль Ро в мюзикле «Акилла». Спектакли прошли с 9 октября по 8 ноября того же года.

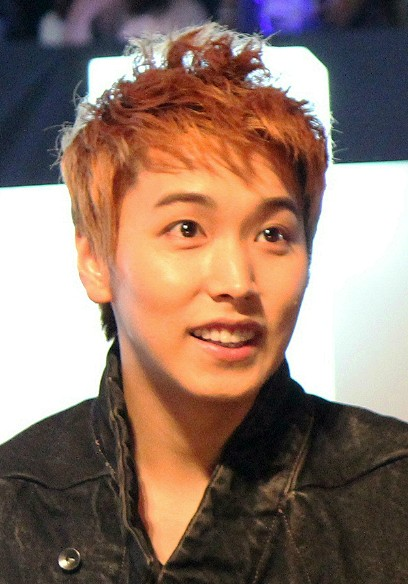
Сонмин на Mnet Asian Music Awards в Сингапуре, ноябрь 2011 года

### 2010−12: Работа диджея, роли в мюзиклах и Super Junior-M
В 2010 году Сонмин получил главную роль в мюзикле «Хон Гиль Дон» с одногруппником Йесоном, который также сыграл Хон Гильдона. Спектакли проходили с 18 февраля в течение двух месяцев на территории холла искусств Ури в Олимпийском парке. В октябре стал одним из двадцати артистов, принявшим участие в записи песни «Let’s Go» для Саммита G-20 в Сеуле. Помимо него приглашены были и другие артисты S.M. Entertainment: Сохён (Girls’ Generation), Джонхён (SHINee) и Луна (f(x)). В декабре получил роль в дораме «Президент», сыграв Чан Сонмина, амбициозного сына Чан Чжуна II. В январе 2011 года Сонмин присоединился к подгруппе Super Junior-M вместе с Ынхёком. Следующие несколько месяцев он участвовал в промоушене третьего мини-альбома Perfection в Китае и Тайване. С июля по август участвовал в постановке «Джек-потрошитель».

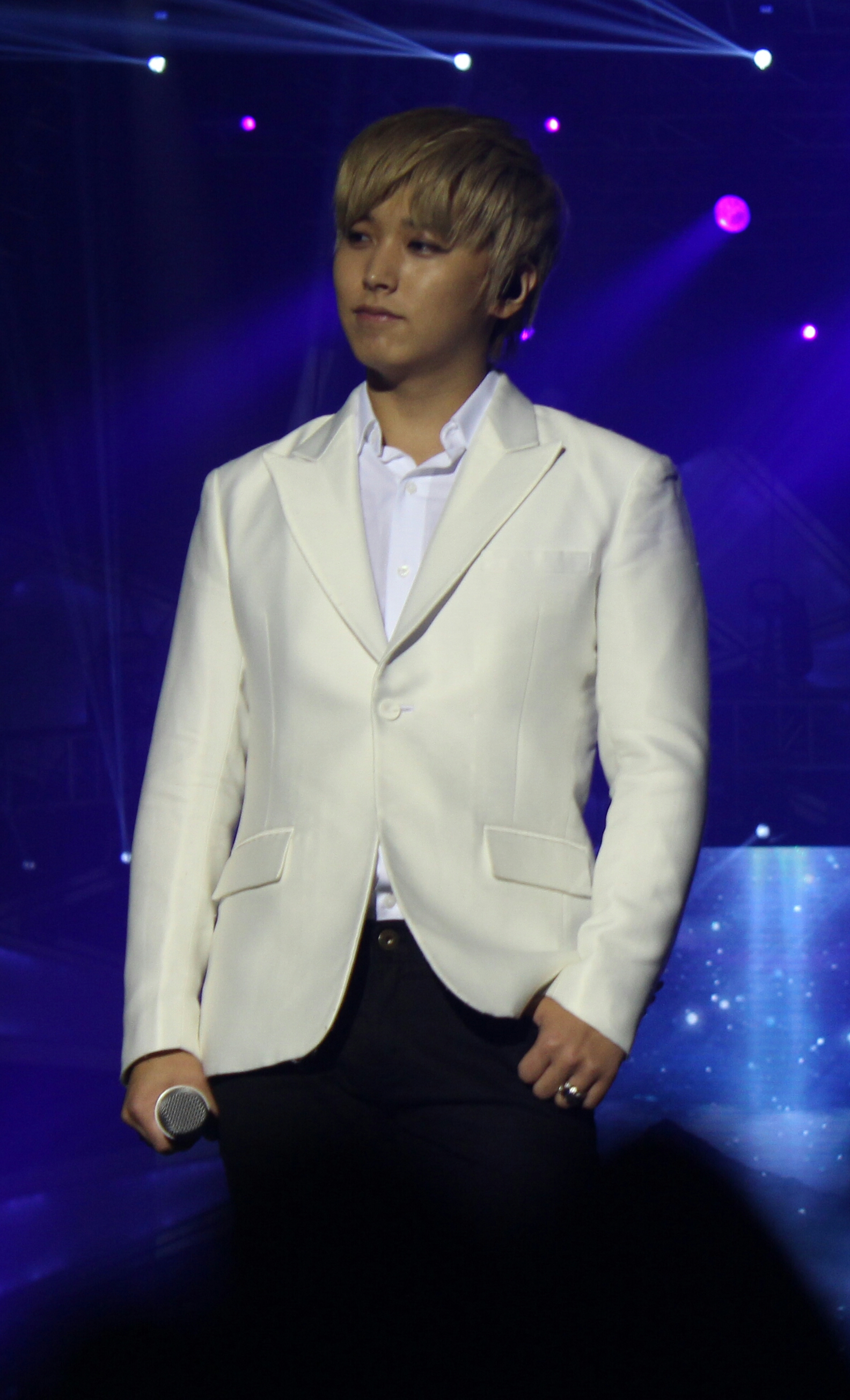
Сонмин на Super Show 5 в Маниле, октябрь 2013 года

В 2012 году Сонмин принял участие в новогоднем спин-оффе шоу «Мы поженились» в честь Лунного нового года, его партнёром стала Хёлин (Sistar). Вместе с Рёуком занял позицию диджея на радио Super Junior Kiss the Radio, когда Итхык и Ынхёк покинули его из-за забитого расписания. 29 марта выпустил свой дебютный цифровой сингл «On Wa» для ситкома «Мне нужна фея». С сентября по октябрь Сонмин возобновил участие в мюзикле «Джек-потрошитель» уже в Японии. Спектакли имели большой успех, в связи с чем в 2013 году гастроли продолжились в Йокохаме. Японские СМИ отметили, что влияние корейской волны «халлю» и участие Сонмина значительно обеспечили популярность мюзикла.

### 2013−15:Break Down,Swingи дальнейшие роли в мюзиклах
7 января 2013 года Super Junior-M выпустили второй студийный альбом Break Down. Пресс-конференция состоялась в Пекине в тот же день, промоушен проходил в Китае. 14 февраля был анонсирован пятый мировой тур Super Show 5. 14 декабря было объявлено, что Сонмин участвует в мюзикле «Три мушкетёра» после последнего спектакля с участием Кюхёна. Вместе с Кхи (SHINee) он работал над одним персонажем − Д’Артаньяном.
16 января 2014 года стартовали спектакли «Зимний снег». 21 марта Super Junior-M выпустили третий мини-альбом Swing. За несколько дней до начала промоушена Сонмин закончил участие в мюзикле «Три мушкетёра». В июне стало известно, что зачисление в армию перенесено из-за участия в мюзиклах и продвижении с Super Junior до конца года. 1 июля было объявлено, что Сонмин сыграет Дракулу в мюзикле «Вампир». Из-за того, что Джунсу участвовал в мюзикле «Дракула» и оба проекта находились под одним руководством, но имели разные сюжеты и персонажей, постановку пришлось переименовать. 21 сентября стартовал шестой мировой тур Super Show 6. Сонмин участвовал во всех концертах вплоть до марта 2015 года. Последний концерт Super Junior с его участием состоялся в Макао.

### 2017−настоящее время: Соло активность и соло дебют
После завершения военной службы в конце 2016 года, Сонмин вернулся к сольной деятельности. Его первым мюзиклом после демобилизации стал «Цветочки после ягодок». Спектакли прошли с 25 февраля по 7 мая 2017 года. 6 ноября состоялся камбэк Super Junior с восьмым студийным альбомом PLAY, однако Сонмин не принимал участие как в записи альбома, так и в промоушене.
8 января 2018 года был запущен официальный канал Ли на YouTube — LIUstudio 리우. 2 марта был выпущен цифровой сингл «Day Dream» в рамках проекта SM Station.
В ноябре 2019 года Сонмин дебютировал со своим первым мини-альбомом Orgel, что означает «Музыкальная шкатулка». Альбом и клип на заглавную песню были выпущены 22 ноября. Все пять треков на альбоме были акустическими. Альбом занял первое место в чарте лучших альбомов iTunes в 11 странах.
В январе 2020 года Сонмин участвовал в цифровом сингле «As it is», выпущенного корейским композитором Ли Хэном.

## Личная жизнь

### Отношения и критика
24 сентября 2014 года Сонмин подтвердил, что состоит в отношениях с актрисой Ким Саын. Свадьба состоялась 13 декабря на закрытой церемонии.
Реакция публики, в первую очередь фанатов Super Junior, была неоднозначной. Летом 2017 года, за несколько месяцев до возвращения группы на сцену с новым альбомом, была создана петиция, основной целью которой являлось удаление Сонмина из Super Junior. Одной из основных причин, помимо свадьбы, являлось и то, что после завершения службы он якобы слишком мало общался с поклонниками, за что его обвинили в неуважении. 6 июля Сонмин лично подтвердил, что для того, чтобы разъяснить все возникшие разногласия, он не будет принимать участие в предстоящем камбэке Super Junior.

### Служба в армии
31 марта 2015 года Сонмин приступил к обязательному исполнению военной службы. 30 декабря 2016 года он завершил службу в 17-й военной дивизии в Инчхоне.

## Дискография

### Мини-альбомы
- Orgel

### Синглы и саундтреки
| Название                                        | Год  | Альбом                            |
| ----------------------------------------------- | ---- | --------------------------------- |
| «Power»                                         | 2007 | Student’s Cheer Song              |
| «Tomorrow» (совместно с японским дуэтом Moeyan) | 2008 | ROCK&GO                           |
| «Now We Go to Meet» (совместно с Йесоном)       | 2008 | Sanggeunie’s Hope Album           |
| «I Akilla You»                                  | 2009 | The Royal Musical OST             |
| «Biting My Lips» (совместно с Рёуком и Кюхёном) | 2010 | The President OST                 |
| «Let’s Go» (совместно с различными артистами)   | 2010 | 2010 G-20 Seoul summit Theme Song |
| «Oh Wa»                                         | 2012 | I Need a Fairy OST                |

## Фильмография
| Год  |   | Русское название                 | Оригинальное название             | Роль                    |
| ---- | - | -------------------------------- | --------------------------------- | ----------------------- |
| 2005 | с | Сёстры моря                      | Sisters of the Sea                | Кан Дон Шин в молодости |
| 2005 | с | Мальчик из склепа                | Charnel House Boy                 | Молодой бейсболист      |
| 2006 | с | Банчжон драма                    | Banjun Theater: Finding Lost Time | Школьный друг Ючхона    |
| 2007 | ф | Нападение на золотых мальчиков   | Attack on the Pin-Up Boys         | Школьный красавчик      |
| 2008 | с | Невероятная история Super Junior | Super Junior Unbelievable Story   | В роли самого себя      |
| 2010 | с | Президент                        | The President                     | Чан Сонмин              |
| 2010 | ф | Super Junior 3 3D                | Super Junior 3 3D                 | В роли самого себя      |
| 2012 | ф | Это – Я                          | I AM.                             | В роли самого себя      |
| 2013 | ф | Super Show 4 3D                  | Super Show 4 3D                   | В роли самого себя      |

### Развлекательные шоу
| Год  | Название            | Канал | Примечание                                     |
| ---- | ------------------- | ----- | ---------------------------------------------- |
| 2007 | Привет-беседа       | Mnet  |                                                |
| 2007 | Мир Айдола          | Mnet  |                                                |
| 2008 | Шоу Айдола          | MBC   |                                                |
| 2008 | Незабываемый выход  | MBC   | При участии Super Junior                       |
| 2009 | Чудо с Super Junior | KBS   | Шоу Super Junior                               |
| 2009 | Дружеские записки   | KBS   | При участии Super Junior                       |
| 2009 | Группа братьев      | MBC   |                                                |
| 2011 | Счастливы вместе    | KBS   |                                                |
| 2012 | Приходите играть    | MBC   |                                                |
| 2012 | Трансляция Shinhwa  | JTBC  | При участии Super Junior                       |
| 2012 | Привет              | KBS   |                                                |
| 2012 | Такси               | tvN   | с Луной (f(x)) и Джессикой (Girls’ Generation) |

### Мюзиклы
| Год       | Название              | Роль                        |
| --------- | --------------------- | --------------------------- |
| 2009      | Акилла                | Ро                          |
| 2010      | Хон Гильдон           | Хон Гильдон                 |
| 2011−13   | Джек-потрошитель      | Дэниэл                      |
| 2013−14   | Зимний снег           | Чжинха                      |
| 2013−14   | Три мушкетёра         | Д’Артаньян                  |
| 2014      | Вампир                | Дракула                     |
| 2017      | Цветочки после ягодок | Ханадзава Руи               |
| 2018-2019 | В возрасте 30 лет     | Молодой Сику, взрослый Сику |

### Радио-шоу
- Chunji Reckless Radio (2007−08)
- Super Junior Kiss the Radio (2011−13)

## Награды и номинации
| Год                     | Номинация          | Результат |
| ----------------------- | ------------------ | --------- |
| SM Youth Best Selection |                    |           |
| 2001                    | Лучший внешний вид | Победа    |